# Herniaria nigrimontium
Herniaria nigrimontium là loài thực vật có hoa thuộc họ Cẩm chướng. Loài này được F.Herm. mô tả khoa học đầu tiên năm 1937.